# Demonax recurvus
Demonax recurvus là một loài bọ cánh cứng trong họ Cerambycidae.